# Джессор (зіла)
Джессор (бенгальською: যশোর, вимовляється як Jaw-shore, англізоване: Jessore), офіційно пишеться як Jashore District з квітня 2018 року — округ у південно-західному регіоні Бангладеш. Межує з Індією на заході, з районами Кхулна і Сатхіра на півдні, з Кхулна і Нараїл на сході та з районами Дженайда і Магура на півночі. Столицею округу є Джессор.
Район Джессор був заснований у 1781 році. Він складається з 8 муніципалітетів, 8 упазіл, 92 спілок, 1329 муз, 1477 сіл і 120 махал. Упазіли: Абхайнагар Упазіла, Багерпара Упазіла, Чаугачха Упазіла, Джессор Садар Упазіла, Джхікаргачха Упазіла, Кешабпур Упазіла, Манірампур Упазіла та Шарша Упазіла.

## Історія
Район Джессор колись належав стародавньому Джанападі Ванги (বঙ্গ) Джанапада. У 15 столітті Джессор входив до складу королівства Пратападітья. Потім його завоювали Моголи.
Британська адміністрація була остаточно встановлена в окрузі Джессор у 1781 році, коли генерал-губернатор наказав відкрити суд у Муралі поблизу Джессор. У 1947 році Джессор був розділений між Індією та (тоді) Пакистаном. За винятком тана Бангаон і Гайгхата, округ став частиною Східного Пакистану.
Бенгальські солдати, дислоковані в містечку Джессор, повстали проти пакистанської армії 29 березня 1971 року. Їх очолювали капітан Хафіз Уддін і лейтенант Анвар у повстанні, де було вбито 300 солдатів. Повстанці вбили 50 пакистанських солдатів з кулемета в Чанчарі.

## Географія
Район Джессор охоплює 2606,98 км2. Він межує з районами Дженайдаха і Магура на півночі, районами Сатхіра і Кхулна на півдні, районами Нараїл і Кхулна на сході та районами Північний 24 Парганас і Надія в Західній Бенгалії Індії на заході. Основними річками, що протікають через цей регіон, є Бхайраб, Тека, Харі, Шрі, Апарбхадра, Харіхар, Бурібхадра, Чітра, Бетна, Копотакхо та Муктешварі.

### Клімат
Середньорічна температура повітря від 15,4 до 34,6 °C. Річна кількість опадів становить 1 537 міліметрів.
| Клімат Джессор                | Клімат Джессор | Клімат Джессор | Клімат Джессор | Клімат Джессор | Клімат Джессор | Клімат Джессор | Клімат Джессор | Клімат Джессор | Клімат Джессор | Клімат Джессор | Клімат Джессор | Клімат Джессор | Клімат Джессор |
| Показник                      | Січ.           | Лют.           | Бер.           | Квіт.          | Трав.          | Черв.          | Лип.           | Серп.          | Вер.           | Жовт.          | Лист.          | Груд.          |                |
| Середній максимум, °C         | 22,9           | 27,0           | 33,4           | 41,0           | 38,1           | 32,6           | 31,4           | 31,6           | 32,1           | 31,5           | 29,2           | 24,9           |                |
| Середня температура, °C       | 15,4           | 19,3           | 26,1           | 34,6           | 33,0           | 29,2           | 28,4           | 28,6           | 28,7           | 27,2           | 23,1           | 17,8           |                |
| Середній мінімум, °C          | 9,0            | 11,7           | 18,9           | 28,3           | 27,9           | 25,8           | 25,5           | 25,6           | 25,4           | 23,0           | 17,0           | 10,6           |                |
| Норма опадів, мм              | 11             | 19             | 40             | 77             | 168            | 314            | 304            | 293            | 245            | 144            | 28             | 8              |                |
| Вологість повітря, %          | 46             | 35             | 36             | 44             | 60             | 76             | 75             | 76             | 74             | 70             | 51             | 44             |                |
| ----------------------------- | -------------- | -------------- | -------------- | -------------- | -------------- | -------------- | -------------- | -------------- | -------------- | -------------- | -------------- | -------------- | -------------- |
| Джерело: National news papers |                |                |                |                |                |                |                |                |                |                |                |                |                |